# United Progressive Party
De United Progressive Party (Nederlands: Verenigde Progressieve Partij) is een politieke partij op Antigua en Barbuda. De partij wordt geleid door Baldwin Spencer, van 2004 tot 2014 ook premier van Antigua en Barbuda. De UPP ontstond in 1992 na een fusie van de Antigua Caribbean Liberation Movement, de Progressive Labour Movement en de United National Democratic Party. Voornaamste reden tot oprichting van de UPP was het verslaan van de Antigua Labour Party, een partij die sinds de onafhankelijkheid van Antigua en Barbuda in 1981 voortdurend aan de macht was.
Hoewel de ALP de media volledig domineerde, verloor zij de verkiezingen van 24 maart 2004 en verkreeg de UPP 55,3% van de stemmen, goed voor 12 van de 17 zetels in het parlement. Bij de verkiezingen in 2009 behaalde de partij 51,1% van de stemmen en 9 van de 17 zetels. In 2014 volgde een nederlaag. De partij behaalde nog maar 41,95% van de stemmen en viel terug op 3 van de 17 zetels.